# قیس شایسته
قیس شایسته (هلندی: Qays Shayesteh؛ زادهٔ ۲۲ مارس ۱۹۸۸) یک بازیکن فوتبال اهل افغانستان است.
وی همچنین در تیم ملی فوتبال افغانستان بازی کرده است.